# Karpaty (okres Mukačevo)
Karpaty (ukrajinsky Карпа́ти, maďarsky Beregvár) jsou vesnice v mukačevském okrese Zakarpatské oblasti Ukrajiny. Jsou částí městyse Čynadijovo a patří do Čynadijevské vesnické komunity. V roce 2025 zde žilo 235 obyvatel.

## Historie
Před rokem 1711 bylo území obce součástí mukačevského panství a patřila rodině Rákócziů. V roce 1726 císař Karel VI. věnoval zdejší území Lotarovi Františkovi ze Schönbornu za to, že jako kurfiřt vojensky pomohl císaři, aby císař porazil Františka II. Rákócziho, jehož bylo toto panství dříve majetkem. Panství zůstalo v majetku rodiny Schönbornů až do roku 1944.

## Zámek Schönborn
Zámek Schönborn je bývalé sídlo a lovecký zámeček hrabat Schönbornů a od roku 1946 sanatorium "Karpaty". Tento palác nechal postavit hrabě Erwin Friedrich Schönborn-Buchheim v letech 1890-1895. Kolem paláce bylo vybudováno arboretum (dnes Park sanatoria "Karpaty") s okrasným jezírkem uprostřed. Vysazeny zde byly vzácné druhy stromů a keřů — buxus, katalpa, borovice vejmutovka, kanadský smrk, japonská třešeň (sakura), buk růžový, kamenec italský atd. Samotný lovecký zámeček je postaven v novoromantickém stylu, kombinující románské a gotické motivy. Originalita paláce spočívá také v tom, že má 365 oken (počet dní v roce), 52 místností (jako v roce týdnů) a 12 vchodů (jako v roce měsíců). Zámek je vyzdoben bohatou výzdobou (basreliéfy, korouhvičky, vitráže) na téma rodinné heraldiky hrabat Schönbornů; jsou zde věžní hodiny se zvoněním. V zámeckém parku jsou dvě sochařské kompozice - "Jelen" a "Medvěd s mládětem". Obrysy rybníka vyhloubeného na konci 19. století (podle plánu majitele parku) konvenčně reprodukují mapu Rakousko-Uherska.
V roce 1945 byly pozemky a statky znárodněny a ze zámku Schönborn se stalo sanatorium "Karpaty". Část interiéru paláce (nábytek, další cennosti) byla převedena do fondů Užhorodského vlastivědného muzea.

## Doprava
Nachází se zde stanice na hlavní železniční trati Lvov – Stryj – Čop, která spojuje Zakarpatskou oblast se zbytkem Ukrajiny. Prochází tudy také ukrajinská dálnice M06, která je součástí evropské silnice E50. 